# 나는 마녀가 아니다
나는 마녀가 아니다(I Am Not a Witch)는 프랑스에서 제작된 룬가노 니오니 감독의 2017년 드라마 영화이다.

## 출연
- Maggie Mulubwa - 슐라(Shula) 역
- Nellie Munamonga - 경찰관 역
- Dyna Mufuni - 리더 역
- Nancy Murilo - 채리티(Charity) 역